# 4051 Hatanaka
4051 Hatanaka è un asteroide della fascia principale. Scoperto nel 1978, presenta un'orbita caratterizzata da un semiasse maggiore pari a 2,7895276 UA e da un'eccentricità di 0,1124451, inclinata di 2,71981° rispetto all'eclittica.